# Рончелло
Рончелло (итал. Roncello) — коммуна в Италии, в провинции Монца-э-Брианца области Ломбардия.
Население составляет 2354 человека, плотность населения составляет 785 чел./км². Занимает площадь 3 км². Почтовый индекс — 20040. Телефонный код — 039.
Покровителем коммуны почитается святитель Амвросий Медиоланский, празднование в третье воскресение октября.

## Города-побратимы
- Новы-Дунинув, Польша